# Madleen Piest
Madleen Piest (* 15. Juni 1995) ist eine deutsche Volleyballspielerin.

## Karriere
Piest begann ihre Karriere beim 1. VC Parchim. Im Alter von 14 Jahren verließ sie ihren Heimatverein und wechselte zum Schweriner SC. Mit dessen zweiten Mannschaft spielte sie 2013/14 in der Zweiten Liga Nord. Die Diagonalangreiferin stand auch im Kader für die Champions League. Von 2014 bis 2016 war sie beim Zweitligisten Stralsunder Wildcats aktiv. 2016 wechselte sie zum Erstligisten Schwarz-Weiss Erfurt. Die Erfurterinnen schieden im DVV-Pokal 2016/17 im Achtelfinale aus und verpassten als Tabellenzehnter die Bundesliga-Playoffs. In der folgenden Saison gab es die gleichen Ergebnisse.
2018 kehrte Piest nach Stralsund zurück. Dort spielte sie fünf Jahre in der Zweiten Liga Nord und nach der Zweitliga-Meisterschaft noch die Saison 2023/24 in der Zweiten Liga Pro. Anschließend wechselte sie zum Ligakonkurrenten Rote Raben Vilsbiburg. 2025 wurde die Diagonalangreiferin vom Erstliga-Aufsteiger Skurios Volleys Borken verpflichtet.